# Taranta
La taranta es un palo del flamenco. Se trata de un tipo de cante originario de la provincia de Jaén (Andalucía, España), a partir de una copla de cuatro o cinco versos octosílabos; al cantarla, se repite uno de ellos. La taranta pertenece a los llamados cantes minero-levantinos, y es la raíz de la que parten todos los cantes mineros. El cante en sí se desarrolló en Linares (Jaén), donde se celebra cada año desde 1964 el Concurso Nacional de Tarantas de Linares. Este palo también llegó a las zonas mineras de Murcia.

## Orígenes
Se supone que empezó a cantarla Rojo El Alpargatero, quien se habría basado en los fandangos almerienses. 

## Interpretación

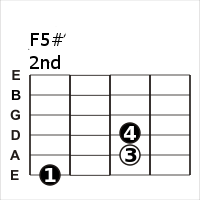
Con postura en el segundo traste, el acorde sin tercera, es decir, ni menor ni mayor, pero con la novena menor, que, como segunda menor que es en principio, es característica del modo frigio.

La taranta se interpreta de manera libre en sus tercios.
Se acompaña en la guitarra a partir de la postura básica de FA sostenido. En esa postura básica del acorde de reposo, con mucha frecuencia se levanta la cejilla, o se prescinde de ella, de manera que suenen también en el acorde la séptima menor (por la cuerda prima al aire) y la undécima (por la cuerda segunda al aire), lo que da una sonoridad muy característica.